# Watertoren (Castricum)
De watertoren in Castricum is ontworpen door architect Fa. Neuman en werd gebouwd in 1908.
De watertoren heeft een hoogte van 33,4 meter en heeft één waterreservoir van 50 m3.